# Hoxton Tom McCourt
Pour les articles homonymes, voir McCourt.
Hoxton Tom McCourt (né en 1961, Shoreditch , Londres, Angleterre) est l'ancien bassiste et leader du groupe The 4-Skins. Il fut l'un des membres les plus influents du mouvement skinhead et oi!.

## Discographie avec The 4-Skins[2]
Albums
- The Good, The Bad & The 4-Skins 1982
- A Fistful Of...4-Skins 1983
- From Chaos to 1984 1984

Singles
- One Law For Them / Brave New World 1981
- Yesterdays Heroes / Justice/ Get Out Of My Life 1981
- Low Life / Bread Or Blood, Secret Records 1982